# Cobra-arbórea-marrom
A cobra-arbórea-marrom (nome científico: Boiga irregularis) é uma cobra arborícola colubrídea nativa no leste e norte da Austrália, Papua-Nova Guiné, leste da Indonésia (Celebes a Papua) e muitas ilhas no noroeste da Melanésia. Esta cobra é famosa por ser uma espécie invasora responsável por extirpar a maioria da população de aves nativas em Guame. Consta em décimo quinto na lista das 100 das espécies exóticas invasoras mais daninhas do mundo da União Internacional para a Conservação da Natureza (UICN)

## Dieta
A cobra-arbórea-marrom ataca pássaros, lagartos, morcegos, ratos e outros pequenos roedores em sua área nativa. Em Guame, ataca pássaros e musaranhos. Devido à disponibilidade de presas e à falta de predadores em habitats introduzidos, como Guame, sabe-se que cresce em tamanhos maiores do que o normal de 1 a 2 metros (3,3 a 6,6 pés) de comprimento. O espécime mais comprido registrado desta espécie foi encontrado em Guame, medindo 3 metros (9,8 pés).

## Reprodução
As características reprodutivas da cobra-arbórea-marrom não foram amplamente estudadas. A fêmea é conhecida por produzir de quatro a 12 ovos oblongos, de 42–47 milímetros (1,7–1,9 polegadas) de comprimento e 18–22 milímetros (0,71–0,87 polegadas) de largura com cascas coriáceas. As fêmeas podem produzir até duas ninhadas por ano, dependendo das variações sazonais do clima e da abundância de presas. A fêmea deposita os ovos em troncos ocos, fendas nas rochas e outros locais onde provavelmente estão protegidos da secagem e das altas temperaturas. Populações em Guame podem se reproduzir durante todo o ano.

## Veneno
A cobra-arbórea-marrom é um colubrídeo noturno, com presas traseiras, possuindo duas pequenas presas sulcadas na parte traseira da boca. Devido à colocação das presas e sua arquitetura ranhurada em vez de oca, o veneno é difícil de transmitir numa mordida em um humano e, portanto, é entregue apenas em pequenas doses. O veneno parece ser fracamente neurotóxico e possivelmente citotóxico com efeitos localizados que são triviais para humanos adultos; consequências médicas graves foram limitadas a crianças, que são mais suscetíveis devido à sua baixa massa corporal. A cobra foi relatada como agressiva, mas não é considerada perigosa para um humano adulto. O veneno parece ser usado principalmente para subjugar lagartos, que podem ser posicionados mais facilmente na parte posterior da boca para liberação do veneno.

## Espécie invasora
Pouco depois da Segunda Guerra Mundial, e antes de 1952, a cobra-arbórea-marrom foi acidentalmente transportada de sua área nativa no Pacífico Sul para Guame, provavelmente como clandestina em carga de navio ou rastejando no trem de pouso de aeronaves com destino a Guame. Como resultado dos recursos abundantes de presas em Guame e da ausência de predadores naturais além do monitor nativo de Mariana e porcos selvagens, as populações de cobras marrons atingiram números sem precedentes. As serpentes causaram a extirpação da maioria das espécies de vertebrados da floresta nativa; milhares de quedas de energia afetando atividades privadas, comerciais e militares; perda generalizada de animais de estimação das pessoas; e trauma emocional considerável para moradores e visitantes quando cobras invadiram habitats humanos com potencial para envenenamento de crianças pequenas. Como Guame é um importante centro de transporte no Pacífico, existem inúmeras oportunidades para que as cobras marrons de Guame sejam introduzidas acidentalmente em outras ilhas do Pacífico como clandestinos passivos em navios e tráfego aéreo de Guame. Para minimizar essa ameaça, cães treinados são usados para procurar, localizar e remover cobras-arborícolas antes que os navios militares e comerciais de carga e transporte deixem a ilha. Numerosos avistamentos desta espécie foram relatados em outras ilhas, incluindo Wake, Tiniã, Rota, Oquinaua, Diego Garcia, Havaí e até mesmo Texas, nos Estados Unidos continentais. O Havaí está especialmente sob grande risco da cobra, pois os voos militares diretos entre Guame e o Havaí são permitidos e as cobras marrons são regularmente interceptadas nas áreas de pouso. Uma introdução bem sucedida poderia representar uma imensa ameaça para as aves endêmicas já altamente ameaçadas das ilhas. Acredita-se que uma população incipiente tenha se estabelecido em Saipan após avistamentos ao redor do porto, no entanto, após 20 anos sem nenhum avistamento, parece que as inspeções de biossegurança de Saipan funcionaram e a ilha está livre delas. O acetaminofeno tem sido usado para ajudar a erradicar a cobra em Guame.

## Biologia subjacente

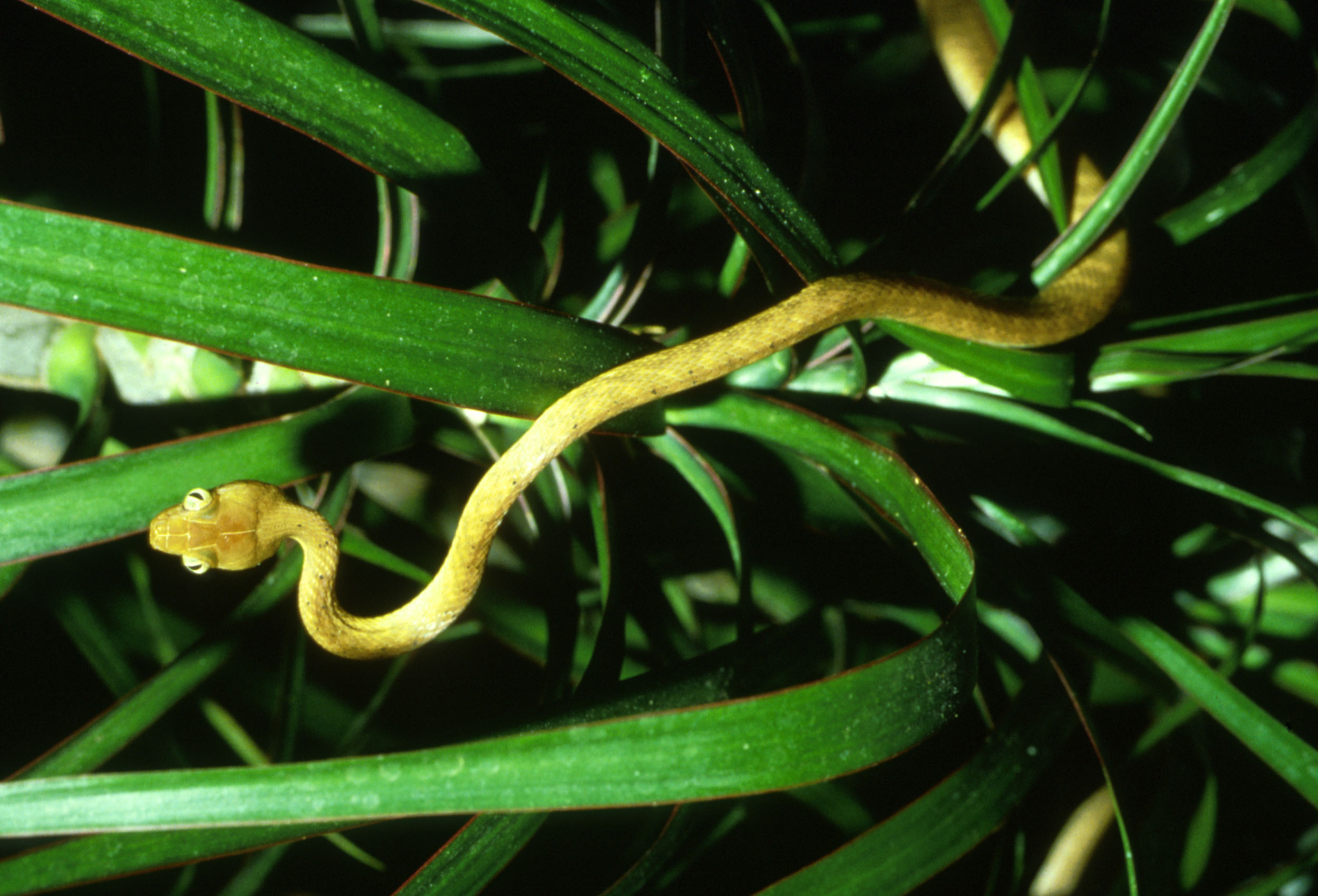
Espécime em Guame

### Características gerais
A cobra-arbórea-marrom é uma espécie arborícola noturna que usa pistas visuais e químicas na caça no dossel da floresta tropical e/ou no solo. É um membro da subfamília dos colubríneos (Colubrinae), gênero Boiga, que é um grupo de aproximadamente vinte e cinco espécies que são referidas como cobras "olhos de gato" por suas pupilas verticais.[12] Mede geralmente 1-2 metros (3-6 pés) de comprimento em sua faixa nativa. É longa e esguia, o que facilita sua escalada e permite que passe por pequenos espaços em prédios, troncos e outros locais sombreados, onde busca refúgio durante o dia. Variações na coloração ocorrem na faixa nativa da cobra, variando de marrom levemente estampado a amarelado / verde ou até bege com manchas vermelhas em forma de sela. Tem presas traseiras, cabeça grande em relação ao corpo e pode sobreviver por longos períodos de tempo sem comida. Um estudo recente descobriu que as cobras em Guame podem usar "locomoção de laço" para escalar grandes cilindros lisos. Este tipo de locomoção não foi observado anteriormente em cobras.

### Comportamento predatório
A cobra-arbórea-marrom é um alimentadora generalista conhecido por comer grande variedade de alimentos. Quando ameaçada, é altamente agressiva e tende a atacar o agressor repetidamente. Tem vários dentes, mas apenas os dois últimos de cada lado da mandíbula superior têm sulcos, que injetam veneno à medida que pica. Portanto, a boca da cobra deve ser aberta o máximo possível para inserir e expor suas presas. Um movimento de mastigação é usado pela cobra para injetar o veneno por meio de ação capilar ao longo das presas ranhuradas. O veneno é usado para subjugar e matar a presa da qual a cobra se alimenta; no entanto, o veneno não é considerado perigoso para humanos adultos. Além de subjugar sua vítima com seu veneno, muitas vezes envolve seu corpo em torno da presa, como constritor, para imobilizar a presa enquanto mastiga e consome o animal.

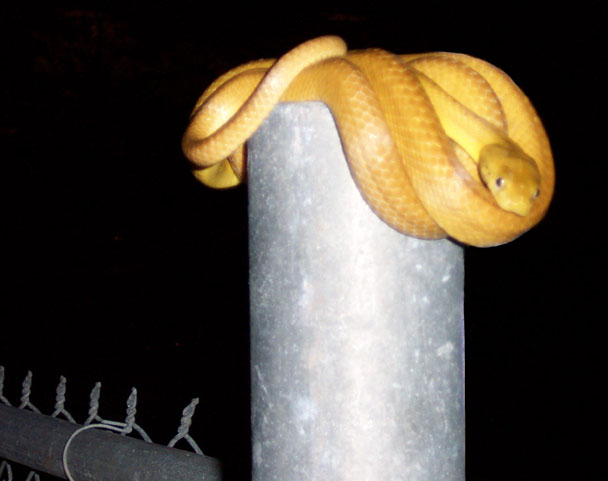
Espécime em Guame

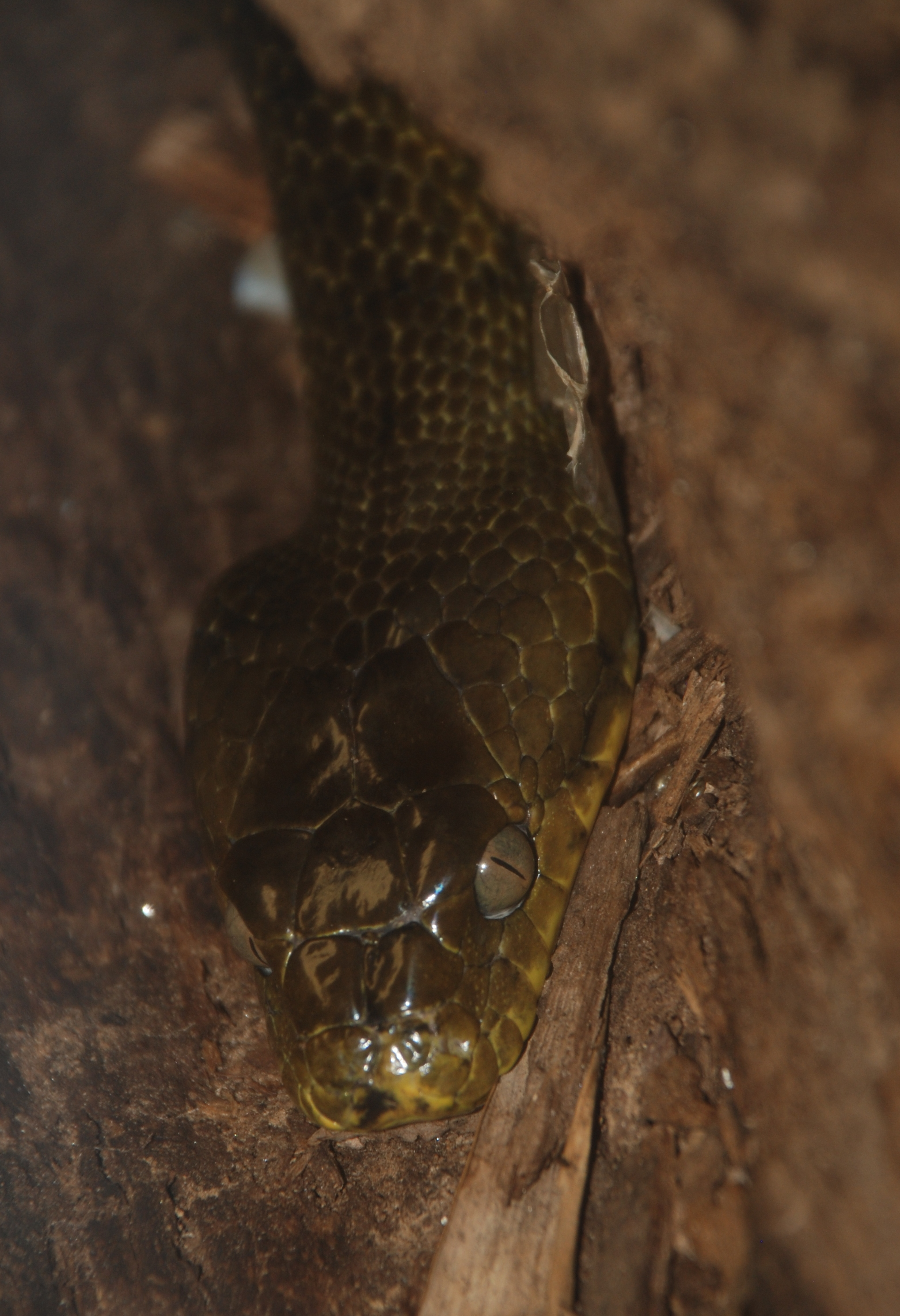
Espécime no Zoológico de Washington, Estados Unidos

### Distribuição e habitat
A cobra-arbórea-marrom é nativa da costa da Austrália, Papua-Nova Guiné e muitas ilhas no noroeste da Melanésia. Ocorre em ilhas de tamanhos variados, estendendo-se de Celebes no leste da Indonésia até Papua-Nova Guiné e ilhas Salomão e nas áreas costeiras mais úmidas do norte da Austrália. As cobras em Guame representam a única população reprodutiva documentada fora da área nativa. Desde janeiro de 2016, no entanto, quatro cobras foram avistadas na ilha de Saipã, nas ilhas Marianas do Norte. Ela não está restrita a habitats florestais, pois também pode ocorrer em pastagens e áreas de floresta esparsa. Na Papua-Nova Guiné, ocupa uma grande variedade de habitats em altitudes de até 1 200 metros. É mais comumente encontrado em árvores, cavernas e perto de penhascos de calcário, mas frequentemente desce ao solo para forragear à noite. Se esconde durante o dia nas copas das palmeiras, troncos ocos, fendas nas rochas, cavernas e até nos cantos escuros das casas de palha perto do telhado. Com base na frequência de avistamentos dessa cobra, em relação a edifícios, aves e pássaros engaiolados, a cobra é considerada comum em habitats perturbados por humanos.

### Evidências fisiológicas para supressão reprodutiva
Atualmente, a população de cobras em Guame está diminuindo com um tamanho populacional de equilíbrio previsto para ser de aproximadamente 30 a 50 cobras por hectare (12-20 por acre). O declínio na população de cobras pode ser identificado como resultado de recursos alimentares esgotados, mortalidade de adultos e/ou reprodução suprimida. Estressores ambientais, como falta de abrigo, mudanças climáticas, superlotação e perda de presas, foram pesquisados como causas primárias da diminuição da densidade de serpentes, pois foram encontrados correlação direta com o sucesso reprodutivo da serpente. A pesquisa atual sobre os padrões de reprodução dessa cobra está sendo realizada na esperança de entender melhor como esses estressores ambientais estão afetando a densidade populacional da cobra em Guame. Um estudo realizado por I. T. Moore previu que a baixa condição corporal se correlacionaria com altos níveis de hormônios do estresse e baixos níveis de esteroides sexuais em cobras de vida livre em Guame quando comparadas com a população de cobras nativas na Austrália e cobras mantidas em cativeiro em Guame. Após extensa pesquisa, descobriu-se que a condição corporal das cobras de vida livre era significativamente diferente da condição corporal das cobras nativas e cativas. Os resultados determinaram que "condição corporal deprimida e níveis elevados de plasmacorticosteron nos animais de vida livre sugerem que a falta de recursos alimentares estava colocando os indivíduos sob estresse crônico, resultando na supressão do sistema reprodutivo". O estudo sugeriu que as cobras que vivem sob condições estressantes, como altas densidades populacionais ou baixos recursos de presas, suprimiram a reprodução em vários estágios, incluindo esteroidogênese e gametogênese.

## Situação da espécie e efeito
A introdução da cobra-arbórea-marrom em Guame após a Segunda Guerra Mundial teve impacto significativo na dinâmica da comunidade da ilha. Após sua introdução, a população de cobras explodiu e se espalhou por toda a ilha. A população atingiu densidades máximas de mais de 100 cobras por hectare. Este pico populacional foi causado pela grande quantidade de recursos recentemente disponíveis após sua introdução. As limitações da população de serpentes em sua área nativa são predominantemente baseadas em alimentos. A fonte de alimento da cobra é muito mais limitada em sua área nativa do que na ilha de Guame, pois a presa em sua área natural possui defesas naturais significativamente maiores à cobra do que em Guame.
A população predominante afetada pela introdução da serpente foi a de espécies de aves nativas, como o pombo-frugívoro-das-marianas (Ptilinopus roseicapilla), o papa-moscas-de-guame (Myiagra freycineti), o rabo-de-leque-de-testa-ruiva (Rhipidura rufifrons) e o suga-mel-micronésio (Myzomela rubratra). A introdução da cobra Guame resultou na extinção de doze espécies de aves nativas no total. O Refúgio Nacional de Vida Selvagem de Guame está tentando evitar a extinção de outras espécies de aves ameaçadas pela cobra. Outras espécies significativamente afetadas pela invasão dessas cobras foram pequenos lagartos e pequenos mamíferos. A pesquisa indicou correlação direta da disseminação dessas cobras pela ilha com a diminuição das populações dessas espécies nativas. Além disso, sua introdução teve impacto negativo indireto na diversidade vegetativa, pois sua natureza predatória intensa diminuiu as populações de polinizadores vitais, incluindo pássaros nativos e morcegos frugívoros (pteropodídeos). Os dados coletados de ilhas próximas sem populações de cobras arborícolas mostram diferença significativa na riqueza de espécies vegetativas, ou seja, ilhas próximas e semelhantes a Guame nas quais a cobra-arbórea-marrom não foi introduzida apresentam maior diversidade de espécies vegetativas. No geral, a fauna de vertebrados e a flora nativa de Guame sofreram tremendamente por causa de sua introdução.

## Controle populacional

### Captura e envenenamento

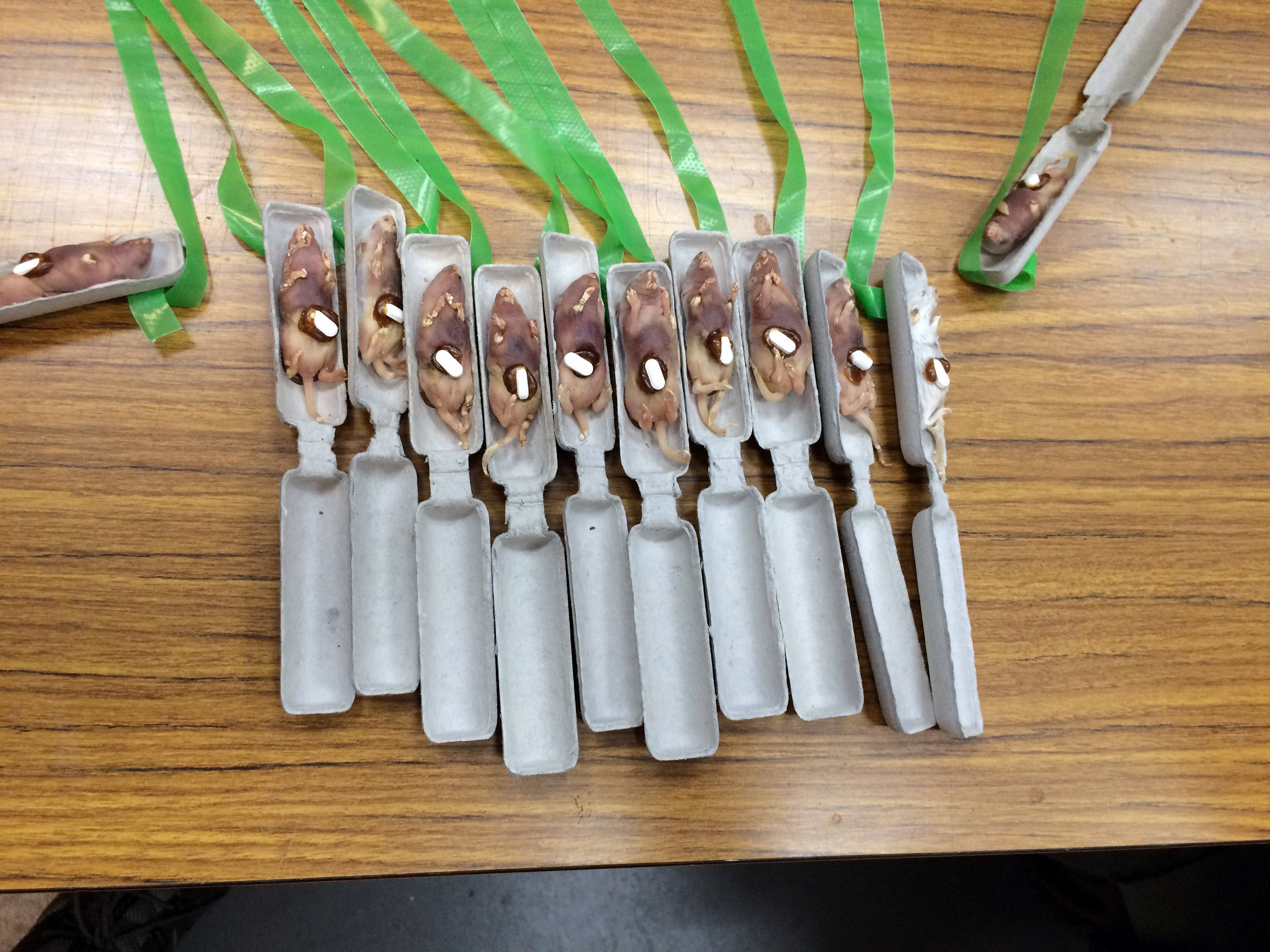
Cartuchos de isca aérea biodegradável, consistindo cada um de um camundongo morto e comprimidos de 80 miligramas de acetaminofeno, projetados para pegar árvores em áreas onde as cobras-arbóreas-marrons são invasivas

Dado o impacto ambiental da cobra-arbórea-marrom, estudos tentaram fornecer metodologia de captura para aliviar seus efeitos prejudiciais. O uso de camundongos como isca mostrou efeitos de redução consideráveis quando combinado com acetaminofeno, ao qual a cobra é particularmente sensível, em um experimento de marcação-recaptura levando a uma potencial aplicação generalizada em Guame. Ao utilizar um gráfico tratado precisamente definido com resultados corrigidos para imigração e emigração, o efeito aditivo do uso de acetaminofeno e camundongos mostra taxa de sobrevivência de 0% da cobra-arbórea-marrom. No estudo, 80 miligramas de acetaminofeno foram inseridos em carcaças de camundongos. Além disso, um estudo mostrou que aumentar o espaçamento entre armadilhas não apenas aumentaria a eficiência, mas também não comprometeria a eficácia, pois linhas de armadilhas de perímetro de 20, 30 e 40 metros de comprimento foram comparadas e nenhuma diferença foi encontrada. Outro estudo ecoou a noção acima mencionada de aumentar o espaçamento entre armadilhas.

### Predação
Um estudo investigativo foi realizado para encontrar predadores da cobra-arbórea-marrom que poderiam servir como método de controle populacional. Neste estudo, dois predadores reais foram identificados e 55 predadores potenciais foram identificados: os dois predadores reais identificados foram a cobra Pseudechis porphyriacus e o sapo-cururu Rhinella marina. Os predadores reais foram identificados por evidências mostrando que realmente predavam e consumiam a cobra no habitat natural, enquanto predadores potenciais foram identificados como espécies que só eram fisicamente capazes de consumi-la. A pesquisa coletada neste estudo sugeriu que, mesmo com a introdução da predação de cobras-arbóreas-marrons, era improvável que isso servisse como método eficaz de controle populacional. Uma razão para esta conclusão foi que os predadores reais identificados são alimentadores generalistas e causariam mais danos a outras espécies nativas da ilha. Outro possível resultado negativo da introdução de espécies como método de controle à população é a predação de sapos-cururu juvenis e P. porphyriacus pelas próprias cobras-arbóreas-marrons, porque são alimentadores oportunistas e generalistas. Esta investigação determinou que o risco ambiental e ecológico associado à introdução desses predadores era muito alto para ser implementado.